# Réserve de parc national de la Baie-aux-Feuilles
La réserve de parc national de la Baie-aux-Feuilles est une aire protégée située dans la région administrative du Nord-du-Québec, au Québec, au Canada.  Ce territoire de 3 868,1 km2, mis en réserve en 2008 a pour but de protéger l'un des plus importants estuaires du Nord-du-Québec, celui de la rivière aux Feuilles, qui connait des marées de 17 mètres de hauteur.  C'est aussi la seule région où l'on rencontre le bœuf musqué au Québec.

## Géographie
Cette aire protégée est située au sud du village nordique d'Aupaluk.